# Горка (Пронинское сельское поселение)
Горка — опустевшая деревня в Весьегонском муниципальном округе Тверской области.

## География
Деревня находится в северо-восточной части Тверской области на расстоянии приблизительно 21 км на юг-юго-запад по прямой от районного центра города Весьегонск на левом берегу речки Кесьма.

## История
Отмечалась в 1859 году, когда здесь было отмечено 16 дворов. До 2017 года входила в состав Пронинского сельского поселения, с 2017 по 2019 год входила в состав Ивановского сельского поселения до упразднения последнего.

## Население
Численность населения: 129 человек (1859 год), 0 как в 2002 году, так и в 2010.